# Célula vero

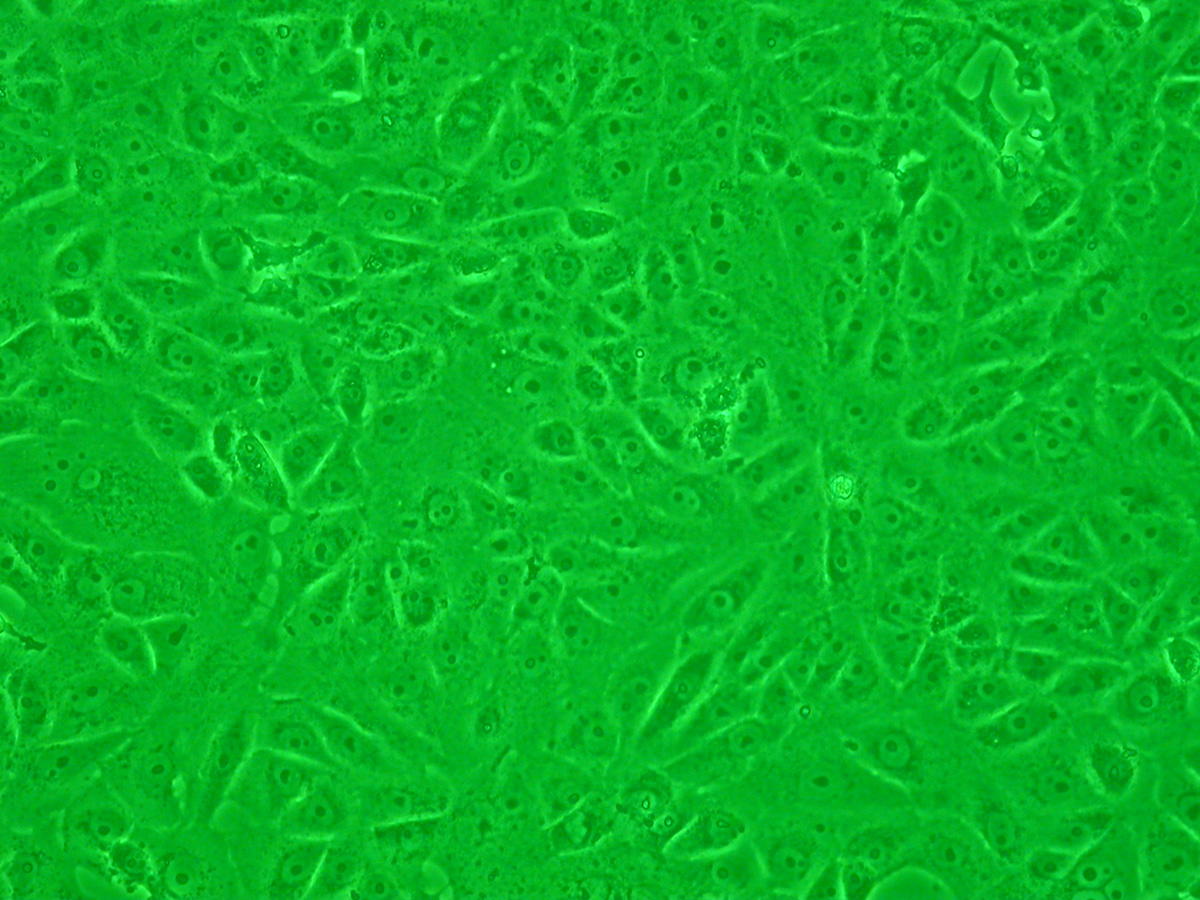
Imagen microscópica producida por el contraste de fases. Se ven las células Vero (bajo luz verde) aumentadas 100 veces

Las células Vero (del esperanto: "verda reno" y "vero" que significan "riñón verde" y "verdad", respectivamente) pertenecen a un linaje celular utilizado en cultivos celulares El linaje Vero fue aislado a partir de las células epiteliales del riñón de un mono verde africano (Chlorocebus sp.; anteriormente llamado Cercopithecus aethiops). El linaje de las células Vero es continuo y aneuploidico, es decir que puede replicarse a través de muchos ciclos de replicación sin envejecer y presenta un número anormal de cromosomas. Permite la producción de vacunas contra enfermedades virales. También se utiliza en estudios científicos de microbiología, biología celular y molecular.

## Historia
Este linaje fue desarrollado el 27 de marzo de 1962, por Yasumura y Kawakita en el Chiba Universidad en Chiba, Japón. La célula fue comprada por el Laboratory of Tropical Viroology, NIAID, NIH, del pasaje número 93 de la universidad de Chiba.
El linaje producido a partir del pasaje número 113 fue entregado a la ATCC para establecer un banco de células viables. La mayoría de vacunas provienen de los pasajes del 130 y 140.

## Características
El linaje de las células Vero es continuo y aneuploidico. Un cultivo celular continuo puede replicarse a través de muchos ciclos de replicación sin envejecer.  La aneuploidía es una fenómeno celular en el cual hay un número anormal de cromosomas.
Las células Vero son deficientes de interferón; a diferencia de células normales de mamíferos, las "Vero" no secretan interferón alfa o beta cuándo se ven infectadas por un virus. Aun así, han mantenido el receptor de interferón alfa/beta, debido a esto, responden de forma normal cuándo un interferón de otra fuente se añade al cultivo.
Los pasajes utilizados para la producción de vacunas no forman tumores en roedores sometidos a inmunosupresión y no dan diferencias en los números de lote pero desarrolla la capacidad de crear tumores en la transición a los pasajes más altos de los utilizados para la producción de vacunas.
La secuencia completa del genoma de una célula Vero fue determinada por investigadores japoneses en 2014. El cromosoma 12 de las células Vero tiene un ""homozygous ~9-Mb deletion"", causando la pérdida del grupo de genes del interferón tipo I. Y los inhibidores de las cinasas dependiantes de ciclina CDKN2A y CDKN2B en el genoma.
Se determinó que el linaje de las células Vero por medio del análisis de genoma proviene de una hembra de la especie Chlorocebus sabaeus. Esto puede deberse a que anteriormente los monos verdes africanos eran clasificados como Cercopithecus aethiops,  luego los abarcó el género Chlorocebus, el cual incluye varias especie.

## Usos

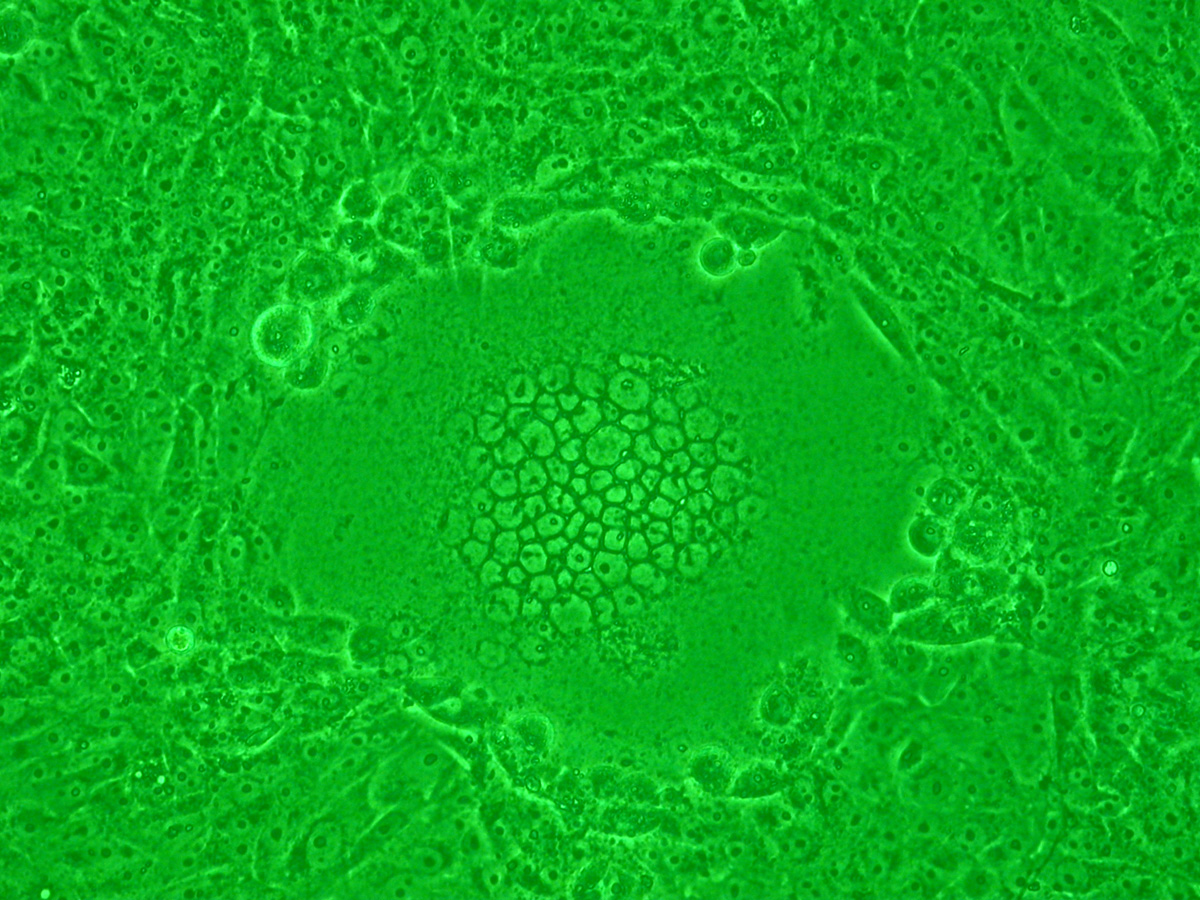
Sincitio causado por la infección HSV-1 en células Vero.

Las células Vero son usadas para muchos propósitos, incluyendo:
- Monitoreo a la toxina de Escherichia coli, llamada, a causa de su descubrimiento en este linaje celular como "Vero toxina", posteriormente recibirá el nombre de "toxina semejante a Shiga" debido a su semejanza a toxina Shiga aislada a partir de Shigella dysenteriae
- Uso como células anfitrionas para el crecimiento del virus (es susceptible a un elevado rango de virus como el polio, rubella, arboviruses y reoviruses[8]); por ejemplo: en la investigación farmacéutica se mide la replicación viral en ausencia y presencia del fármaco, en epidemiología se puede observar la presencia de virus de rabia, o en investigación se ve el crecimiento de los virus almacenados
- Sirve como sustrato celular para la producción de vacunas antivirales, por ejemplo el Cepalvan A /H1N1/ 2009[9] y las vacunas antirrábicas producidas en células Vero[10]
- Uso como células anfitrionas para parásitos eucariotas, especialmente las Trypanosomatida

## Linajes
- Vero(ATCC Núm. CCL-81)

Aislada del riñón de C. aethiops en 27 Mar 1962
- Vero 76 (ATCC No. CRL-1587 Archivado el 11 de febrero de 2012 en Wayback Machine.)

Aislada de Vero en 1968,  crece a una densidad de saturación más baja (células por área de unidad) que el Vero original. Útil para detectar contabilizar virus productores de fibres hemorrágicas por ensayos de placa.
- Vero E6, también conocida como Vero C1008 (ATCC No. CRL-1586 Archivado el 11 de febrero de 2012 en Wayback Machine.)

Este línaje es un clon  del Vero 76. las células del Vero E6 muestran alguna inhibición de contacto, esta es apropiada si queremos propagar un virus con replicación lenta
- Investigación en cepas transfeccionadas con genes virales.

Vero F6 es una célula transfectada con el gen que codifica la proteína de entrada para la glicoproteína-H del HHV-1 (gH). las células Vero F6 son transfectadas por un plasmidio concatenado con el gen gH después de una copia de la región promotora del gD (glicoproteína-D del HHV-1) En linaje Vero F6, expresa gH bajo el control de la región prootora de gD.  (También F6B2; obs. F6B1.1)